# اسپورز کراسرودز (ویرجینیای غربی)
اسپورز کراسرودز (به انگلیسی: Spohrs Crossroads) یک منطقهٔ مسکونی در ایالات متحده آمریکا است که در شهرستان مورگان، ویرجینیای غربی واقع شده‌است.